# شیمی سبز (نشریه)
شیمی سبز (انگلیسی: Green Chemistry) نشریه‌ای با داوری همتا در زمینه شیمی و مهندسی شیمی است که از سال ۱۹۹۹ توسط انجمن سلطنتی شیمی بریتانیا منتشر می‌شود.